# Renée Saurel
Pour les articles homonymes, voir Saurel.
Renée Saurel est une journaliste, traductrice de théâtre et critique dramatique française née 10 novembre 1910 à Avignon et morte 12 janvier 1988 à Paris.

## Biographie

### Jeunesse
Renée Saurel est née le 10 novembre 1910 à Avignon dans le Vaucluse. Elle étudie l'allemand à l’Université d’Aix-en-Provence puis passe une année en Allemagne.  

### Carrière professionnelle
Après la guerre, elle devient critique dramatique à Combat en 1947, puis à L'Express et à L’Information où elle dirige les pages culturelles. Louis Aragon, qui dirige Les Lettres française, la recrute comme responsable de la critique des émissions de radio et de télévision. Elle y reste jusqu'en 1972.   
En parallèle, Renée Saurel tient la chronique théâtrale de la revue Les Temps modernes de 1952 à 1984, où  Jean-Paul Sartre lui assura pendant de longues années une absolue liberté de parole. Elle y donne tout son appui aux auteurs, metteurs en scène, décorateurs et comédiens engagés dans la recherche d’un théâtre ouvert aux innovations et proche des spectateurs[réf. nécessaire]. Elle accompagne l'aventure de la décentralisation théâtrale menée par Jeanne Laurent et qui entraînera la création de nouvelles compagnies dans les villes en régions. Elle soutient un théâtre dit « d’avant-garde », notamment en qualité de membre de la Commission du Jeune Théâtre du Ministère des Affaires culturelles. Elle fut aussi membre de la Commission d’aide aux animateurs, dont elle démissionnera en 1973 avec Robert Abirached, Alfred Simon et Bernard Dort pour marquer leur désaccord avec la politique et les déclarations du ministre de l’époque, Maurice Druon. Une partie de ses chroniques consacrées aux relations entre le théâtre et le pouvoir sont regroupées dans La Décentralisation théâtrale en France, somme publiée par Robert Abirached, puis en intégralité dans Le Théâtre face au pouvoir - chroniques d'une relation orageuse, publié en 2008.       
Traductrice de l’œuvre du dramaturge allemand Ödön von Horvath pour nombre de ses pièces, qui seront montées en France pour la première fois. Elle en adapte certaines pour la radio (France-Culture), ainsi que « La Nuit Aveuglante » d’André de Richaud.       
Sa propre pièce « La Fève Noire » sera également diffusée par France-Culture en 1973. Elle rédige plusieurs articles pour L’Encyclopedia Universalis.
Renée Saurel publie en 1975 un essai sur le théâtre allemand contemporain.
Elle publie également, de février 1979 à mars 1980 dans la revue Les Temps modernes, un essai sur les mutilations génitales féminines pratiquées en Afrique et en France, L'enterrée vive qui fait encore autorité,. Le texte qui sera publié en 1981 chez Slatkine avec la Conférence de la mi-décennie de la femme à Copenhague, est préfacé par Simone de Beauvoir dont elle était proche. Quatre ans plus tard, elle s'intéresse cette fois en miroir aux pratiques exercées en Europe dans Bouches cousues, mutilations sexuelles féminines dans le milieu médical.      

### Engagements politiques
En 1960, Renée Saurel est signataire du Manifeste des 121, « Déclaration sur le droit à l'insoumission dans la guerre d'Algérie », qui prône la désobéissance militaire et l'indépendance du pays. 
En 1971, elle est signataire du manifeste des 343, un appel pour la dépénalisation et la légalisation de l'interruption volontaire de grossesse. Publié dans le magazine Le Nouvel Observateur, c'est, selon le titre paru en une du magazine, la liste des 343 Françaises qui ont le courage de signer le manifeste “Je me suis fait avorter”. 
Elle est engagée contre les mutilations sexuelles faites aux femmes. 
Renée Saurel est décédée le 12 janvier 1988 à son domicile parisien à l’âge de soixante-dix-huit ans. 
Elle a eu trois enfants nés entre 1930 et 1933, dont l'autrice Simone Pissarro. 

## Publications
- Saurel, Renée., Le Théâtre allemand contemporain, La Renaissance du livre, coll. « Collection Dionysos, petite encyclopédie du théâtre. », 1975, 98 p. (Histoire du théâtre allemand de 1920 à 1970)
- Saurel, Renée., L'enterrée vive : essai sur les mutilations sexuelles féminines, suivi de la Conférence de la mi-décennie de la femme à Copenhague, Genève/Paris, Slatkine, 1981, 310 p. (ISBN 2-05-100338-6 et 978-2-05-100338-4, OCLC 8357388, lire en ligne)
- Saurel, Renée., Bouches cousues : les mutilations sexuelles féminines et le milieu médical, Paris, Tierce, 1985, 367 p. (ISBN 2-903144-33-8 et 978-2-903144-33-3, OCLC 14164678, lire en ligne)
- Saurel, Renée., Le théâtre face au pouvoir : Chronique d'une relation orageuse : "Les Temps modernes", 1965-1984, Préface et notes de Robert Abirached. L'Harmattan, 2008.
- L’Encyclopedia Universalis, deux articles : Odön von Horvath,  et André de Richaud[11].
- Ödön von Horvàth, La Nuit Italienne, suivi de Cent cinquante marks et de Don Juan revient de guerre. Trad. de l’allemand par Renée Saurel.- Paris : Gallimard, 1967.- 262 p. -Coll. Du Monde entier.